# Gobierno Bayrou
El gobierno Bayrou (en francés: gouvernement Bayrou) es el cuadragésimo sexto y actual gobierno de Francia. Se formó en diciembre de 2024 después de que el presidente Emmanuel Macron nombrara a François Bayrou como primer ministro el 13 de diciembre, en reemplazo del interino Michel Barnier, tras perder una moción de censura. Esta es la primera moción de censura exitosa desde 1962. La moción fue apoyada por la gran mayoría de los diputados del Nuevo Frente Popular y la Agrupación Nacional y todos los diputados de la Unión de la Derecha por la República.
François Bayrou es el cuarto primer ministro que ocupa el cargo en un solo año, el mayor número en la historia de la Quinta República.

## Antecedentes

### Crisis del gobierno Barnier
El 4 de diciembre de 2024, el Gobierno de Michel Barnier fue derribado por una moción de censura en la Asamblea Nacional, con 331 votos a favor. Esta moción fue consecuencia de la imposibilidad del Ejecutivo de lograr apoyo suficiente para la aprobación del proyecto de presupuestos para 2025. El resultado puso de manifiesto las dificultades de gobernabilidad surgidas tras las elecciones legislativas anticipadas de junio de 2024, que habían dejado una Asamblea Nacional fragmentada, sin que ningún bloque político alcanzara la mayoría absoluta.
Tras la dimisión de Barnier, presentada el 5 de diciembre de 2024, el presidente de la República, Emmanuel Macron, inició una ronda de consultas con representantes de las principales formaciones políticas con el objetivo de designar a un nuevo primer ministro capaz de formar un gobierno que obtuviera un respaldo suficiente en la Cámara.

### Elección de Bayrou
El 13 de diciembre de 2024, el presidente Macron designó a François Bayrou, líder del partido centrista MoDem y alcalde de Pau, como nuevo primer ministro. La elección de Bayrou respondió a su perfil centrista y su experiencia política, con la expectativa de que pudiera facilitar acuerdos entre distintas corrientes parlamentarias y garantizar la estabilidad institucional.
Bayrou había sido un aliado clave de Macron desde 2017 y contaba con un largo historial en la política francesa, habiendo ocupado anteriormente carteras ministeriales y cargos electos. Su nombramiento fue presentado oficialmente como un intento de formar un gobierno «de interés general» con el objetivo inmediato de aprobar los presupuestos y asegurar la continuidad administrativa del Estado.

## Composición

### Primer ministro de la República de Francia
| Fotografía | Primer Ministro | Período                 | Período     | Partido | Partido | Ref |
| Fotografía | Primer Ministro | Inicio                  | Fin         | Partido | Partido | Ref |
| ---------- | --------------- | ----------------------- | ----------- | ------- | ------- | --- |
|            | François Bayrou | 13 de diciembre de 2024 | En el cargo |         |         |     |

### Ministros
| Ministerio                                                | Fotografía | Titular                | Período                 | Período     | Partido | Partido | Ref |
| Ministerio                                                | Fotografía | Titular                | Inicio                  | Fin         | Partido | Partido | Ref |
| --------------------------------------------------------- | ---------- | ---------------------- | ----------------------- | ----------- | ------- | ------- | --- |
| Acción Pública, Función Pública y Simplificación          |            | Laurent Marcangeli     | 13 de diciembre de 2024 | En el cargo |         |         |     |
| Agricultura y Soberanía Alimentaria                       |            | Annie Genevard         | 13 de diciembre de 2024 | En el cargo |         |         |     |
| Cultura                                                   |            | Rachida Dati           | 13 de diciembre de 2024 | En el cargo |         |         |     |
| Deportes, Juventud y Vida Asociativa                      |            | Marie Barsacq          | 13 de diciembre de 2024 | En el cargo |         | Ind.    |     |
| Educación Nacional, Enseñanza Superior e Investigación    |            | Élisabeth Borne        | 13 de diciembre de 2024 | En el cargo |         |         |     |
| Economía, Finanzas y Soberanía Industrial y Digital       |            | Eric Lombard           | 13 de diciembre de 2024 | En el cargo |         | Ind.    |     |
| Europa y Asuntos Exteriores                               |            | Jean-Noël Barrot       | 13 de diciembre de 2024 | En el cargo |         |         |     |
| Fuerzas Armadas                                           |            | Sébastien Lecornu      | 13 de diciembre de 2024 | En el cargo |         |         |     |
| Interior                                                  |            | Bruno Retailleau       | 13 de diciembre de 2024 | En el cargo |         |         |     |
| Justicia                                                  |            | Gérald Darmanin        | 13 de diciembre de 2024 | En el cargo |         |         |     |
| Ordenación del Territorio y Descentralización             |            | François Rebsamen      | 13 de diciembre de 2024 | En el cargo |         | FP      |     |
| Trabajo, Salud, Solidaridad y Familias                    |            | Catherine Vautrin      | 13 de diciembre de 2024 | En el cargo |         |         |     |
| Transición Ecológica, Biodiversidad, Bosques, Mar y Pesca |            | Agnès Pannier-Runacher | 13 de diciembre de 2024 | En el cargo |         |         |     |
| Ultramar                                                  |            | Manuel Vall            | 13 de diciembre de 2024 | En el cargo |         |         |     |

### Ministros delegados
| Cargo                                                                          | Ministerio dependiente                                               | Titular                       |
| ------------------------------------------------------------------------------ | -------------------------------------------------------------------- | ----------------------------- |
| Relaciones con el Parlamento                                                   | Primer ministro                                                      | Patrick Mignola               |
| Igualdad de Género y lucha contra la discriminación                            | Primer ministro                                                      | Aurore Bergé                  |
| Portavoz del Gobierno                                                          | Primer ministro                                                      | Sophie Primas                 |
| Enseñanza superior e investigación                                             | Ministerio de Educación Nacional, Enseñanza Superior e Investigación | Philippe Baptiste             |
| Ministro Delegado                                                              | Ministerio del Interior                                              | François - Noêl Buffet        |
| Trabajo y Empleo                                                               | Ministerio de Trabajo, Salud, Solidaridad y Familias                 | Astrid Panosyan-Bouvet        |
| Salud y acceso a la atención                                                   | Ministerio de Trabajo, Salud, Solidaridad y Familias                 | Yannick Neuder                |
| Autonomía y personas con discapacidad                                          | Ministerio de Trabajo, Salud, Solidaridad y Familias                 | Charlotte Parmenties - Lecocq |
| Asuntos públicos                                                               | Ministerio de Economía, Finanzas y Soberanía Industrial y Digital    | Amélie de Montchalin          |
| Industria y Energía                                                            | Ministerio de Economía, Finanzas y Soberanía Industrial y Digital    | Marc Ferracci                 |
| Comercio, Artesanía, Pequeñas y Medianas Empresas, Economía Social y Solidaria | Ministerio de Economía, Finanzas y Soberanía Industrial y Digital    | Véronique Louwagie            |
| Inteligencia Artificial y Tecnologías Digitales                                | Ministerio de Economía, Finanzas y Soberanía Industrial y Digital    | Clara Chappaz                 |
| Turismo                                                                        | Ministerio de Economía, Finanzas y Soberanía Industrial y Digital    | Nathalie Delattre             |
| Memoria y Asuntos Veteranos                                                    | Ministerio Fuerzas Armadas                                           | Patricia Mirallès             |
| Vivienda                                                                       | Ministerio de Ordenación del Territorio y Descentralización          | Valérie Létard                |
| Transporte                                                                     | Ministerio de Ordenación del Territorio y Descentralización          | Philippe Tabarot              |
| Asuntos Rurales                                                                | Ministerio de Ordenación del Territorio y Descentralización          | Françoise Gatel               |
| Ciudades                                                                       | Ministerio de Ordenación del Territorio y Descentralización          | Juliette Méadel               |
| Europa                                                                         | Ministerio de Europa y Asuntos Exteriores                            | Benjamin Hadda                |
| Comercio Exterior y Franceses en el extranjero                                 | Ministerio de Europa y Asuntos Exteriores                            | Laurent Saint-Marti           |
| Francofonía y Asociaciones Internacionales                                     | Ministerio de Europa y Asuntos Exteriores                            | Thani Mohamed Soili           |